# Diego Cajelli
Diego Cajelli (Milán, Italia, 31 de julio de 1971) es un guionista de cómics italiano.

## Biografía
Asistió a las clases de guionización en la "Scuola del Fumetto" de Milán, de la que es docente desde 1995. En 1996 publicó su primer trabajo, Pulp Stories, una miniserie editada por la misma "Scuola del Fumetto". El año siguiente trabajó para otro personaje de la "Scuola", Alan Dean, y para Randal McFly de la editorial Cosmo.
En 1998 fundó junto a otros la casa editorial Factory. Gracias a Carlo Ambrosini empezó a colaborar con la serie Napoleone de la editorial Bonelli, debutando con el número 10 ("Piccoli banditi"). Posteriormente, trabajó para otras historietas de la Bonelli: Dampyr, Legs Weaver, Dylan Dog, Le Storie, Nathan Never, Martin Mystère y Tex. Para la editorial Astorina ha escrito varios episodios de Diabolik y para Edizioni BD la serie Milano Criminale.
Cajelli es también comediante y locutor de radio.